# Pop! OS
Pop!_OS ist eine kostenlose und quelloffene Linux-Distribution, die auf Ubuntu basiert und standardmäßig mit einer Gnome-Desktopumgebung ausgestattet ist.
Die Distribution wird vom US-amerikanischen Computerhersteller System76 hauptsächlich für den Gebrauch mit deren Computern entwickelt, kann allerdings auch kostenlos heruntergeladen und auf den meisten Computern installiert werden.
Pop!_OS bietet vollständigen Out-Of-The-Box-Support für AMD- und Nvidia-GPUs. Es wurde für einfaches Aufsetzen und Gaming-Zwecke ausgelegt, was sich auch im eingebauten GPU-Support zeigt. Pop!_OS bietet zudem standardmäßige Festplattenverschlüsselung, optimierte Fenster- und Arbeitsbereichsverwaltung, Tastaturkürzel für die Navigation sowie eingebaute Power-Management-Profile. Die neuesten Versionen beinhalten außerdem Softwarepakete, die ein einfaches Aufsetzen von TensorFlow und CUDA ermöglichen.
Pop!_OS wird von System76 entwickelt. Der Quelltext ist in einem GitHub-Repository zu finden. Anders als viele andere Linux-Distributionen wird Pop!_OS nicht von einer Community in Stand gehalten und weiterentwickelt, sondern nur vom Hersteller, auch wenn außenstehende Programmierer den Quelltext sehen und verändern können. Ebenso kann theoretisch jeder sich eigene ISO-Abbilder aus Pop!_OS erstellen und sie unter einem anderen Namen wieder veröffentlichen.
Neben Ubuntu haben Derivate wie Linux Mint oder Pop!_OS seit Ende der 2010er Jahre immer mehr Interesse der Linuxbenutzer auf sich gezogen.

## Rezeption
Der Standard meinte zur ersten Version, dass sie eine neue Linux-Distribution mit Fokus auf dem Desktop-Bereich sei, die davon überzeugt sei, dass weniger mehr ist. Die Zeitung hält Pop!_OS in der Version 20.04 für das bessere Ubuntu, weil es eine hübsche Oberfläche aufweist, die mit sinnvollen Erweiterungen gepaart ist und dabei auf Ubuntu-Eigenwege verzichtet. Das deutsche IT-Onlinemagazin ComputerBase hebt hervor, dass sich Pop!_OS in kurzer Zeit als populäre Abwandlung für das Gaming unter Linux etabliert hat. Tech-Review hebt für die Version 20.04 die Tiling-Funktion für die Anordnung aller geöffnete Fenster am Bildschirm und die Verbesserung der virtuellen Desktops heraus. Auch Forbes hebt das Auto-Tiling unter Pop OS 20.04 hervor. Die CHIP-Redaktion schreibt, dass Pop!_OS eine moderne Open-Source-Linux-Distribution mit vorinstallierten Nvidia-Treibern ist, die auf Ubuntu basiert. Sie sei leicht einzurichten und ideal, wenn man Spiele unter Linux spielen will.
2020 gehörte Pop!_OS zu den Top-10 der meist genutzten und beliebtesten Linux-Distributionen. Das Schweizer Technik Magazin Technium zählt Pop!_OS zu den 5 besten Linux-Distributionen für Anfänger.
Jean-Frédéric Vogelbacher bezeichnete Pop!_OS am 8. Mai 2020 in einem Video auf dem Kanal „Linux Guides“ als Konkurrenz zur ursprünglichen Ubuntu-Basis:

„[Pop!_OS ist] meiner Ansicht nach der Konkurrent, in den nächsten Jahren, gegen oder für Ubuntu.“

Entgegen der weitestgehend positiven Kritik meint Enno Park 2021 auf t3n, dass Pop!_OS das Lob nicht verdient habe. Er begründet dies hauptsächlich mit Irritation hervorrufenden Usability-Entscheidungen und Problemen bei der Installation. In seinem abschließenden Satz rät er klar vom Einsatz ab:

„Interessierte Umsteiger und Linux-Neulinge sollten die Finger von Pop OS lassen. Frust ist damit einprogrammiert.“